# 松平信次
松平 信次（まつだいら のぶつぐ、生年不詳-1563年?）は、戦国時代の武将。通称三蔵。
ただし、三蔵と称したのは、（佐々木）松平信次（弘治2年4月1日没）－忠就（天正14年5月14日没）－直勝（天正17年11月23日没）の3代と推測され、彼らの事績が混同してしまっている可能性が高い（後述）。

## 略歴
佐々木村の住人で、松平信光の末裔。永禄6年（1563年）、三河一向一揆で佐々木村の上宮寺に味方し討死した。
しかし、当の上宮寺に伝わる過去帳には、「釈道西 尾州山田城主松平三蔵殿信次 弘治弐年丙辰四月朔日 同国梅森眺森寺開祖」「鎮勝院独立 松平三蔵信次男、三蔵、左衛門尉信定又直勝トモ 天正十四年五月十四日」と記され、現在の愛知県日進市梅森台にある真宗大谷派眺景寺にも天文7年12月24日に開祖道西が本願寺の法主證如から本尊が授けられたという記録が残されていることから、本項の松平信次の没年は弘治2年と確定される。元々、天文9年に織田信秀による三河侵攻が始まる以前には、松平一族による尾張進出の動きもあり、尾張梅森などの支配もかなり以前から続いていた可能性もある。
その一方で、天文20年8月2日付の今川義元判物（蓮馨寺文書）によれば、天文18年に山口内蔵（山口教継の一族か？）と松平三蔵が天文18年に今川方に付くべく尾張の所領を捨てて三河に来たとする記述が載せられており、更に文中にて松平三蔵は三河に所領がないため、阿部大蔵と相談して兄・三左衛門忠倫の旧領のうち100貫文を与えることになったと記されている。三左衛門は松平一族でありながら織田方に留まったために今川方の松平宗家当主松平広忠の手の者に暗殺されたと伝えられているが、三蔵こと松平信次は尾張の所領を捨てて今川方に離反した代償として兄が奪われた所領の一部を授かろうとしたと推測される。
その後、永禄5年（1563年）8月に松平元康（徳川家康）から松平康忠に与えられた判物の中に三蔵が康忠の寄子として登場し、100貫文が与えられている。事情は不明ながら桶狭間の戦いから松平元康の自立、三河平定の過程で、三蔵は流れに乗れずに長沢松平家の傘下として生き残ったと推定される。この三蔵は本項の信次ではなく息子であったと考えられる。その後、三蔵と密接な上宮寺が一向一揆の中心になったことで後年『松平記』などに一揆に加担したと書かれるような何らかの疑いを持たれた可能性があるが、同時代の古文書を追う限りでは松平軍に属して酒井忠尚の軍と戦い、更に戦後に恩賞を与えられて石川家成の指揮下に入っているため、一揆で討ち死にしたことも後述のように追放されたことも事実ではないと思われる。
一説に西国へ落ち延び、加藤清正に仕え加藤佐助と改名し、島原の乱で討死したという。ただし、『寛永譜』には天正14年の天草一揆の時と記されている。ところが、三蔵の子孫とされる旗本内藤家では、戦死した三蔵は直勝で、その間に忠就という人物がいたとする伝承も存在する。事実、加藤佐助と称した松平三蔵が実際に戦死したのは、天正17年（1589年）の加藤清正・小西行長と天草五人衆が戦った所謂「天草国人一揆」のことである。しかも当時小西行長に仕えていた同郷の水野勝成が記した『水野日向守覚書』が天正17年11月23日の戦いで同じ隊にいた松平三蔵が敵の槍にこめかみを突かれて戦死したとあるのである。
以上の経緯から、上宮寺過去帳に載せられている天正14年に死去した三蔵は信次の息子で実名は忠就と推測され（「忠」の字は伯父の忠倫と共通する）、3年後の天正17年の死去した三蔵は忠就の息子で実名は直勝と推測される。直勝が何らかの理由で松平宗家（徳川家）出奔して加藤清正に仕えたのは確実であるが、三河一向一揆の時に出奔したとすると父・忠就もその後に何らの処分を受けていた筈なのにその様子が見受けられないことや、息子の直政の経歴から忠就が死去した天正14年以降の出奔の可能性が考えられる。
三蔵直勝の子・内藤直政は三河国に生まれたが、父の出奔とその後の戦死に伴って母と共に各地を転々とするが、14歳の時に加賀爪忠澄の計らいで徳川秀忠に出仕した。父が徳川家康から勘気を得た経緯から母方の内藤氏を称したと伝えられている（『寛永譜』）。